# Antonie Barth

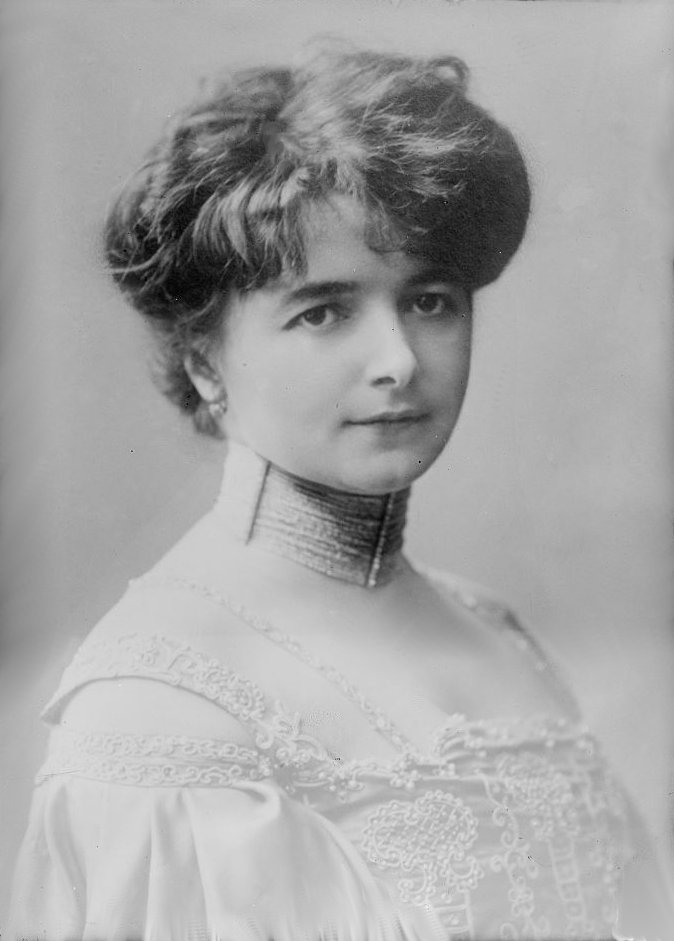
Antonie Barth um 1915

Barbara Antonie Barth, später von Bartolf (* 25. Oktober 1871 in München; † 23. Mai 1956 in Garmisch-Partenkirchen), war die zweite Gattin von Herzog Ludwig in Bayern.

## Leben
Antonie Barth war die Tochter von Ludwig Barth und Maria Klara geb. Beyhl und wuchs in München auf. Als Ballett-Tänzerin am Münchner Hoftheater zog sie die Aufmerksamkeit des verwitweten Herzogs Ludwig in Bayern auf sich, der sie am 19. November 1892 in München morganatisch heiratete; Antonie, die erst drei Tage vor der Eheschließung als „Frau von Bartolf“ in den Adelsstand erhoben worden war, war somit die Schwägerin von Kaiserin Elisabeth von Österreich.
Der Altersunterschied von 40 Jahren zwischen Antonie und dem Herzog war für die Ehe von Anfang an keine gute Voraussetzung und mag ein Grund dafür gewesen sein, dass Antonie die Beziehung zu einem jüngeren Liebhaber, Maximilian Mayr (1878–1960) aus Bayreuth, einging. Aus diesem Verhältnis ging 1913 eine Tochter hervor, was den Herzog zur Scheidung bewog, die am 11. Juli 1913 in München vollzogen wurde.
Daraufhin schloss Antonie am 14. Juni 1914 in München die Ehe mit dem Vater ihres Kindes.

## Nachkommen
Die Tochter Hélène Mayr (1913–2006) heiratete 1971 Friedrich Christian Prinz zu Schaumburg-Lippe (1906–1983), der 1939 als König von Island im Gespräch war, und wurde so zur Stiefmutter von zwei Kindern, Albrecht und Christine, verheiratete Freifrau von Süßkind-Schwendi.
| Personendaten    | Personendaten                                                     |
| ---------------- | ----------------------------------------------------------------- |
| NAME             | Barth, Antonie                                                    |
| ALTERNATIVNAMEN  | Barth, Barbara Antonie (vollständiger Name); Bartolf, Antonie von |
| KURZBESCHREIBUNG | zweite Gattin von Herzog Ludwig in Bayern                         |
| GEBURTSDATUM     | 25. Oktober 1871                                                  |
| GEBURTSORT       | München                                                           |
| STERBEDATUM      | 23. Mai 1956                                                      |
| STERBEORT        | Garmisch-Partenkirchen                                            |